# Cessna Citation X
Dimensions
Le Cessna 750 Citation X  est le plus gros des avions construits par Cessna et l'un des avions civils et privés les plus rapides depuis le retrait du Concorde.
Cet avion d'affaires peut emporter entre 8 et 13 passagers + une couchette ou plusieurs couchettes dans certains modèles fabriqués ou aménagés par Cessna.

## Histoire
Le développement du Citation X fut annoncé en octobre 1990. Cessna voulait améliorer sa flotte de jets d'affaire et fabriquer un avion capable de concurrencer les Learjet et les global express, plus rapides que les Citations de la gamme 650.
Un palier dans la conception était à franchir pour pouvoir aborder les spécificités des abords du mur du son, pour un appareil de cette catégorie. La voilure du Citation X est basée sur un modèle de la NASA de qualité type supercritique de génération 2. Son angle de flèche très prononcé n'est concurrencé que par celui du Boeing 747.
Le prototype vola pour la première fois le 21 décembre 1993. Originellement prévu pour avril 1995, et à la suite de nombreux problèmes techniques de mise au point, la certification ne fut accordée par la FAA au Cessna 750 que le 3 juin 1996. Sa certification EASA est au 1er juillet 1999.
Dès sa mise en service l'avion se révéla le plus rapide de sa catégorie. Sa puissance et sa capacité d'emport furent améliorées en 2000.
La production cesse en juin 2018.

## Modèles
Citation X
Turboréacteurs Rolls-Royce AE 3007C1, avionique Honeywell Primus (en). 1993.
Citation X+
Turboréacteurs Rolls-Royce AE 3007C2, avionique Garmin G5000. 2012.

## Culture populaire
Dans le jeu vidéo GTA: Online, un avion du nom de Nimbus est entièrement inspiré du  Cessna Citation X. En effet, Rockstar Games ne possédant pas les droits aux marques des voitures, armes, véhicules militaires et aéronefs, se base sur des véhicules réels avec des noms différents.

## Spécifications
- Performances
  - Moteur : 2 Rolls-Royce AE 3007C1 de 30,1 kN (3 069 kg) de poussée (2 x 3 068 kg de poussée au décollage)
  - Rayon d'action : 6 280 km avec plein en carburant et 16 140 kg au décollage
  - Taux de montée (MSL) : 3 650 ft/min (43 000 ft en 27 min à pleine charge)
  - Vitesse maximale : 977 km/h à 37 340 pieds